# Minh Khai, Bình Gia
Minh Khai là một xã thuộc huyện Bình Gia, tỉnh Lạng Sơn, Việt Nam.
Xã Minh Khai có diện tích 62,91 km², dân số năm 1999 là 2.584 người, mật độ dân số đạt 41 người/km².
Theo thống kê năm 2019, xã Minh Khai có diện tích 62,91 km², dân số là 2.521 người, mật độ dân số đạt 40 người/km².